# Bufo mexicanus
Bufo mexicanus là một loài cóc thuộc họ Bufonidae. Đây là loài đặc hữu của México. Môi trường sống tự nhiên của chúng là rừng ôn đới và sông ngòi. Chúng hiện đang bị đe dọa vì mất nơi sống.